# 트란퀼로 바르네타
트란퀼로 바르네타(이탈리아어: Tranquillo Barnetta, 1985년 5월 22일, 스위스 장크트갈렌 ~ )는 스위스의 전 축구 선수로, 포지션은 미드필더이다.

## 선수 경력

### 클럽 경력
바르네타는 FC 로트몬텐 장크트갈렌 (FC Rotmonten St. Gallen), FC 장크트갈렌 유스를 거쳐, FC 장크트갈렌 (FC St. Gallen)에서 프로 선수 생활을 시작하였다. 2002년부터 2004년까지 장크트갈렌에서 60경기에 출장해 12골을 넣었으며, 2004년 독일 분데스리가의 바이어 04 레버쿠젠으로 이적하였다. 2004년부터 2005년까지는 하노버 96에 한 시즌 간 임대되어 7경기에서 2골을 넣었으며, 2005년 이후 바이어 04 레버쿠젠의 주전 미드필더로 자리 잡았다.

### 국가대표팀 경력
바르네타는 팀 동료 필리페 센데로스, 레토 치글러 (Reto Ziegler)와 함께 스위스의 2002년 17세 이하 유럽 축구선수권대회 우승 멤버로, UEFA 유로 2004 당시, 부상 당한 선수를 대신해 스위스 성인 대표팀에 첫 발탁되었으나, 경기에는 나서지 못했다.
2006년 FIFA 월드컵에서는 토고 전에서 1골 1도움을 기록했으나, 우크라이나와의 16강전 승부차기에서 실축을 했고 스위스는 스코어 3-0 패배를 당하고 말았다.

## 경력
- 2002년 UEFA U-17 축구 선수권 대회 국가대표
- 2004년 UEFA U-21 챔피언십 국가대표
- UEFA 유로 2004 국가대표
- 2005년 FIFA 세계 청소년 축구 선수권 대회 국가대표
- 2006년 FIFA 월드컵 국가대표
- UEFA 유로 2008 국가대표
- 2010년 FIFA 월드컵 국가대표
- 2014년 FIFA 월드컵 국가대표

## 수상
스위스
- 2002년 UEFA U-17 축구 선수권 대회 우승

개인
- 2008년 스위스 올해의 선수상